# A BBC Világszolgálata
A BBC Világszolgálata (BBC World Service) a világ legnagyobb nemzetközi műsorszolgáltatója, amely 29 nyelven készít hírtartalmakat rádión, televízión és az interneten. 2015-ben ezek a tartalmak hetente átlagosan 210 millió embert értek el világszerte. Az angol nyelvű hírműsorok a nap 24 órájában hallgathatók.
A Világszolgálat működési költségeit részben a brit állampolgárok által fizetett televízió-üzembentartási díjból, részben pedig reklámbevételekből és a BBC Worldwide Ltd. nyereségéből fedezik. A Világszolgálatot eredetileg a brit külügyminisztérium által nyújtott támogatásból finanszírozták 2014. április 1-ig.
A BBC Világszolgálatának része volt a BBC Magyar Osztálya, amely 1939. szeptember 5-től 2005. december 31-ig működött.  

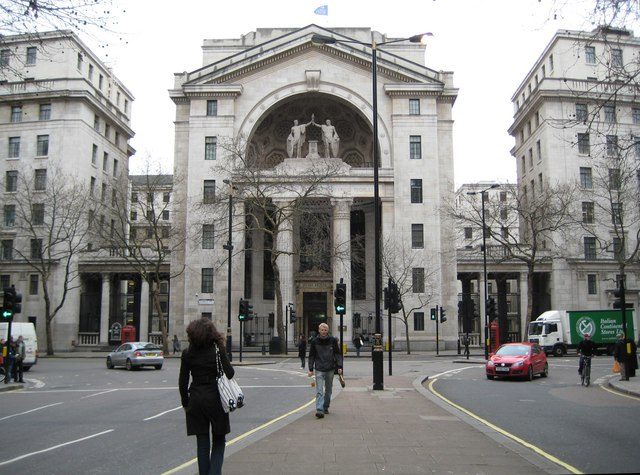
A BBC Világszolgálatának 1941 és 2012. között otthont adó Bush House Londonban.

## Fordítás
Ez a szócikk részben vagy egészben  a   BBC World Service című angol Wikipédia-szócikk ezen változatának fordításán alapul.  Az eredeti cikk szerkesztőit annak laptörténete sorolja fel. Ez a jelzés csupán a megfogalmazás eredetét és a szerzői jogokat jelzi, nem szolgál a cikkben szereplő információk forrásmegjelöléseként.